# روي إم. تيري
روي إم. تيري (بالإنجليزية: Roy M. Terry)‏ هو ضابط أمريكي، ولد في 15 يوليو 1915 في بروكلين في الولايات المتحدة، وتوفي في 12 مايو 1988 في ملبورن بيتش في الولايات المتحدة.